# Gravity (canção de Hovig)
Gravity é uma canção do cantor Hovig. Ele irá representar o Chipre no Festival Eurovisão da Canção 2017.